# Kistarcsa

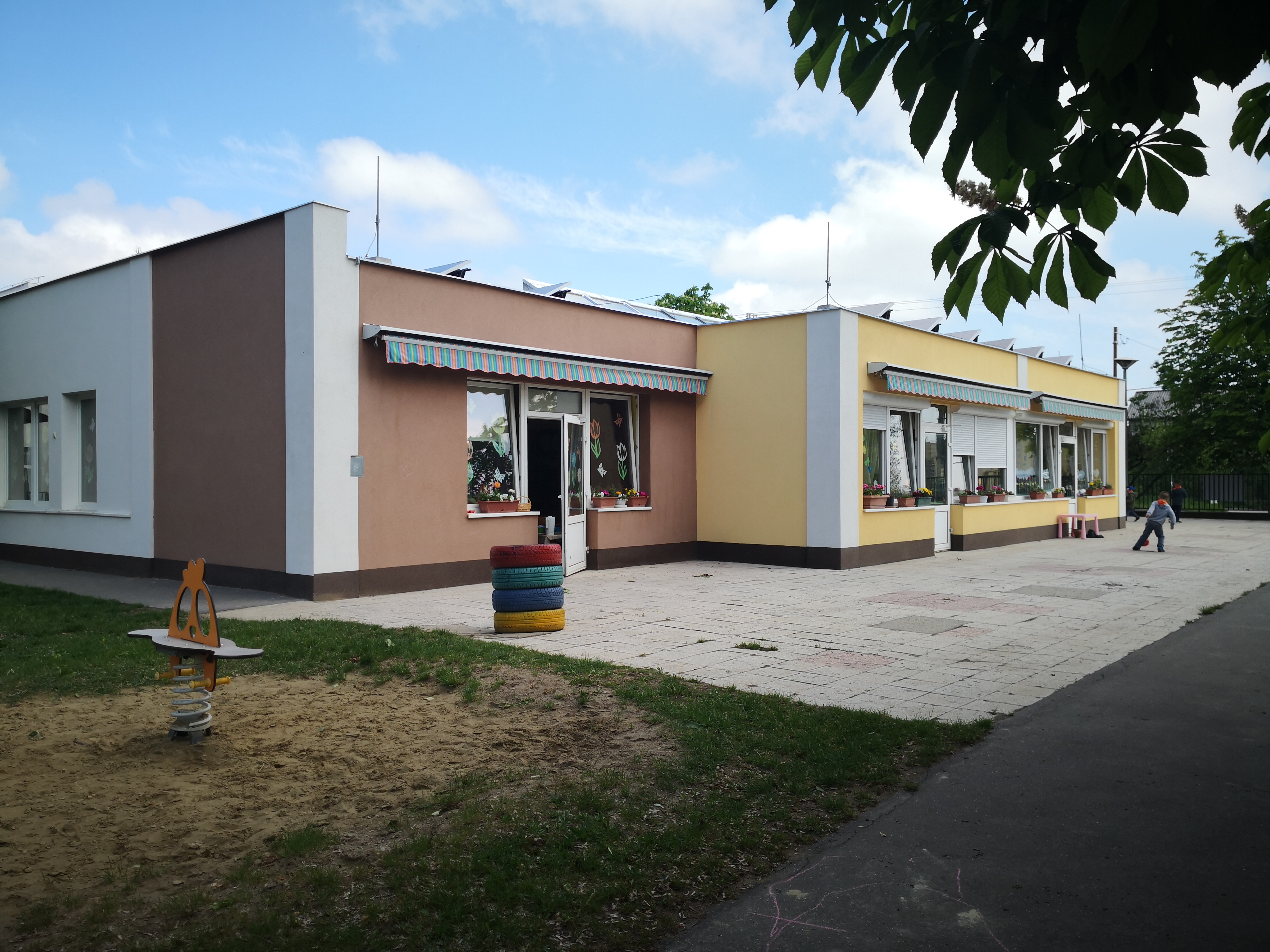
Daghem i Kistarcsa.

Kistarcsa är en mindre stad i provinsen Pest i Ungern i distriktet Gödöllő. Kistarcsa hade år 2019 ett invånarantal på 13 041 invånare.